# Tettigoniopsis anjiensis
Tettigoniopsis anjiensis är en insektsart som beskrevs av Shi, F-m. och Z. Zheng 1998. Tettigoniopsis anjiensis ingår i släktet Tettigoniopsis och familjen vårtbitare. Inga underarter finns listade i Catalogue of Life.